# Cristián Gutiérrez Zúñiga
Cristián Daniel Gutiérrez Zúñiga (Longueuil, Quebec, Canadá, 18 de febrero de 1997) es un futbolista profesional chileno-canadiense que se desempeña como lateral izquierdo en Deportes La Serena de la Primera División de Chile.

## Biografía
Nació en la provincia de Quebec en Canadá, aunque ha vivido la mayor parte de su vida en Chile, en la comuna de Estación Central en donde vistió la camiseta del Club Amateur "Los Artistas", club que pertenece a la Población Los Nogales. Su hermano gemelo Diego también es futbolista.

## Trayectoria
El lateral, llegó a Colo-Colo a los ocho años junto con su hermano. Cuando su hermano fue marginado del equipo, su madre decidió llevarlos a Palestino donde ambos quedaron inmediatamente como titulares. Después de tener problemas con el jefe de cadetes de Palestino, decidió volver al albo el 2013 donde se coronó campeón con la sub-17 de los torneos de Apertura y de Clausura, compartiendo equipo con Bryan Carvallo.

### Colo-Colo

#### 2015
Debutó profesionalmente el 16 de julio de 2015 de la mano del entrenador José Luis Sierra, siendo titular en un encuentro frente a Deportes Concepción por la Copa Chile, que finalizó con triunfo para el conjunto albo por 3 a 1. A los 16 minutos de partido tuvo la oportunidad de marcar el primero para los albos con un notable zurdazo en donde el balón pasó cerca de la portería visitante. Luego al minuto 21 envió un centro que Humberto Suazo convirtió en gol.
El 25 de julio de 2015 el joven debutó en torneos nacionales de titular por la primera fecha del Apertura 2015, en el Estadio Santa Laura ante Unión Española. Victoria por 2-1 y jugando los 90 minutos.
El 31 de octubre el joven de tan solo 18 años, tendría su primer gran desafío como titular, reemplazar a Gonzalo Fierro en el puesto de lateral derecho en un clásico del fútbol chileno, jugando todo el partido vencieron por 2-0 a Universidad de Chile con goles de Beausejour y Paredes.
El 7 de noviembre Gutiérrez sufriría su primera expulsión como profesional ante O'Higgins, esto tras lanzarle un pelotazo en el rostro a Ramón Fernández y recibiendo roja directa.
El 2 de diciembre de 2015 se jugaba la final de la Copa Chile 2015, Colo-Colo enfrentaba a Universidad de Chile en la "Final soñada", jugando de titular hasta el minuto 57 por Luis Pedro Figueroa, albos y azules empataron 1-1 y, en penales, Colo-Colo cedería ante la "U" por 5-3. Johnny Herrera lanzaría el penal que le dio el título a la "U". En ese torneo Gutiérrez jugó 11 partidos.
Gutiérrez se coronaria campeón del Apertura 2015 jugando 10 partidos de 15 posibles, jugando 765 minutos y siendo una gran alternativa para la Copa Libertadores de América.

#### 2016
El 30 de abril de 2016 se jugaba la última fecha del Clausura 2016, Colo-Colo enfrentaría a Santiago Wanderers, Gutiérrez fue titular los 90 minutos. El cacique ganaría ajustadamente por 2-1, pero no les bastaría para ser campeones, ya que Católica venció por 2-1 a Audax Italiano y O'Higgins perdió por 1-2 contra Universidad de Concepción, Colo-Colo terminó segundo en el torneo.
Con la renuncia de José Luis Sierra, la llegada de Pablo Guede y, las consagraciones de Gabriel Suazo y Martín Rodríguez, Cristián perdería su espacio en el equipo. En el Apertura 2016 solo jugó tres encuentros, y por la Copa Chile 2016 sumó dos partidos.

### Cesiones a Unión Española y Huachipato (2017)
En enero de 2017 jugaría cedido por seis meses en Unión Española, y en julio del mismo año llegaría cedido a Huachipato.

### Vancouver Whitecaps
El 16 de enero de 2020, luego de dejar Colo-Colo, fichó por el Vancouver Whitecaps de la MLS.

### Toronto Football Club
En marzo de 2023, se transfirió al Toronto Football Club, también de la MLS, en un traspaso libre.

## Selección nacional

### Selección sub-20

#### Sudamericano Sub-20 2017
Fue convocado por Héctor Robles para disputar el Sudamericano sub-20 de 2017. Disputó los cuatro encuentros de su selección en dicho certamen, siendo titular y disputando los 90 minutos en todos ellos. Finalmente, Chile sería eliminado en primera ronda luego de perder ante Colombia por la cuenta mínima, quedando última en su grupo y penúltima en toda la competición, sólo superando a Perú, y siendo la peor participación chilena desde el Sudamericano de 1985, realizado en Paraguay.
| Competencia                 | Sede    | Resultado    | PJ | Goles |
| --------------------------- | ------- | ------------ | -- | ----- |
| Sudamericano Sub-20 de 2017 | Ecuador | Primera fase | 4  | 0     |

### Selección adulta
En diciembre de 2020, se oficializó su convocatoria para la Selección canadiense, de cara al campamento preparatorio que realizará el combinado canadiense en enero de 2021, con miras a las clasificatorias para el Mundial de Catar.

## Estadísticas
| Club                            | Div.       | Temporada  | Liga  | Liga  | Copas nacionales | Copas nacionales | Torneos internacionales | Torneos internacionales | Total | Total |
| Club                            | Div.       | Temporada  | Part. | Goles | Part.            | Goles            | Part.                   | Goles                   | Part. | Goles |
| ------------------------------- | ---------- | ---------- | ----- | ----- | ---------------- | ---------------- | ----------------------- | ----------------------- | ----- | ----- |
| Colo-Colo 'B' · Chile           | 3.ª        | 2013-14    | 5     | 0     | —                | —                | —                       | —                       | 5     | 0     |
| Colo-Colo 'B' · Chile           | Total club | Total club | 5     | 0     | 0                | 0                | 0                       | 0                       | 5     | 0     |
| Colo-Colo · Chile               | 1.ª        | 2015-16    | 18    | 0     | 11               | 0                | —                       | —                       | 29    | 0     |
| Colo-Colo · Chile               | 1.ª        | 2016-17    | 3     | 0     | 2                | 0                | —                       | —                       | 5     | 0     |
| Unión Española · Chile          | 1.ª        | 2016-17    | 11    | 0     | —                | —                | —                       | —                       | 11    | 0     |
| Unión Española · Chile          | Total club | Total club | 11    | 0     | 0                | 0                | 0                       | 0                       | 11    | 0     |
| Huachipato · Chile              | 1.ª        | 2017       | 7     | 0     | 5                | 0                | —                       | —                       | 12    | 0     |
| Huachipato · Chile              | 1.ª        | 2018       | 7     | 0     | 5                | 0                | —                       | —                       | 12    | 0     |
| Huachipato · Chile              | Total club | Total club | 14    | 0     | 10               | 0                | 0                       | 0                       | 24    | 0     |
| Colo-Colo · Chile               | 1.ª        | 2019       | 6     | 0     | 3                | 0                | —                       | —                       | 9     | 0     |
| Colo-Colo · Chile               | Total club | Total club | 27    | 0     | 16               | 0                | 0                       | 0                       | 43    | 0     |
| Vancouver Whitecaps · Canadá    | 1.ª        | 2020       | 13    | 0     | 2                | 0                | —                       | —                       | 15    | 0     |
| Vancouver Whitecaps · Canadá    | 1.ª        | 2021       | 19    | 0     | —                | —                | —                       | —                       | 19    | 0     |
| Vancouver Whitecaps · Canadá    | 1.ª        | 2022       | 11    | 0     | 1                | 0                | —                       | —                       | 12    | 0     |
| Vancouver Whitecaps · Canadá    | Total club | Total club | 43    | 0     | 3                | 0                | 0                       | 0                       | 46    | 0     |
| Vancouver Whitecaps II · Canadá | 3.ª        | 2022       | 3     | 0     | —                | —                | —                       | —                       | 0     | 0     |
| Vancouver Whitecaps II · Canadá | Total club | Total club | 3     | 0     | 0                | 0                | 0                       | 0                       | 3     | 0     |
| Total club                      | Total club | Total club | 103   | 0     | 29               | 0                | 0                       | 0                       | 132   | 0     |
| 1. 2.                           |            |            |       |       |                  |                  |                         |                         |       |       |

## Palmarés

### Torneos nacionales
| Título           | Club      | País  | Año    |
| ---------------- | --------- | ----- | ------ |
| Primera División | Colo-Colo | Chile | 2015-A |
| Copa Chile       | Colo-Colo | Chile | 2016   |
| Copa Chile       | Colo-Colo | Chile | 2019   |